# كأس البرتغال 1938–39
كأس البرتغال 1938–39 (بالبرتغالية: Taça de Portugal de 1938–39‏) هو الموسم 1 من كأس البرتغال. أقيم بتاريخ 14 مايو 1929، وأشرف على تنظيمه اتحاد البرتغال لكرة القدم، وكان عدد الأندية المشاركة فيه 15، وفاز فيه نادي أكاديميكا كويمبرا.